# قمری پولکی
قمری پولکی (نام علمی: Columbina squammata) نام یک گونه از سرده قمری‌های زمینی آمریکایی است.